# Hockey sur gazon aux Jeux olympiques de la jeunesse de 2010
Navigation
Édition suivante
Le hockey sur gazon aux jeux olympiques de la jeunesse d'été de 2010 a eu lieu au Sengkang Hockey Stadium à Singapour du 16 au 23 août. Les joueurs devaient être nés entre le 1er janvier 1993 et le 31 décembre 1994.

## Qualification
Chaque vainqueur des cinq tournois de qualifications continentales obtient une entrée automatique. L'hôte Singapour a été limitée à envoyer une seule équipe. 
Singapour a choisi d'envoyer une équipe de garçons, et la place restante dans le tournoi des filles a été allouée à l'Europe. La liste complète des équipes qualifiées se trouve ci-dessous:
| Continent | Garçons   | Filles           |
| --------- | --------- | ---------------- |
| Europe    | Belgique  | Pays-Bas Irlande |
| Amérique  | Chili     | Argentine        |
| Asie      | Pakistan  | Corée du Sud     |
| Océanie   | Australie | Nouvelle-Zélande |
| Afrique   | Ghana     | Afrique du Sud   |
| Hôte      | Singapour | aucune           |

## Médailles
| Événement | Or        | Argent    | Bronze           |
| --------- | --------- | --------- | ---------------- |
| Garçons   | Australie | Pakistan  | Belgique         |
| Filles    | Pays-Bas  | Argentine | Nouvelle-Zélande |